# Peter Bergh
Peter Bergh, född 2 september 1823 i Malmö, död där 14 januari 1903, var en svensk grosshandlare och företagsledare. Han blev i äktenskap med Christine Kock, dotter till grosshandlaren C.J. Kock, far till industrimannen C.J Bergh och ingenjören Christian Bergh.
Bergh, som var son till handlanden Christian Bergh (1793–1866) och hans maka, född Kockum, gick i skola i Malmö, genomgick handelsinstitut i Köpenhamn och var en tid kontorist i den ansedda köpenhamnsfirman Friedr. C. Petersen. Han anställdes därefter i den välkända delikatess-, speceri- och vinhandelsfirman Barkman & Bergh i Malmö, i vilken han sedermera blev delägare. Efter faderns död fortsatte Bergh jämte sin yngre bror Alfred Eduard Bergh (1827–1896) under många år affären. Sedan brodern avlidit och affären överlåtits till firman Joh. Månsson & C:o, bedrev Bergh under en tid varuhandel i parti, till dess att han blev disponent för Manufaktur AB i Malmö. Han innehade denna befattning till 1898, då han efterträddes av sonen C.J. Bergh. Peter Bergh var under flera år även ledamot av styrelsen för Malmö Sockerfabriks AB och kvarstod vid sin död som styrelseledamot i Malmö Nya Ångbåtsbolag. Han gravsattes på Gamla begravningsplatsen i Malmö.